# Caso Eric L. Loomis

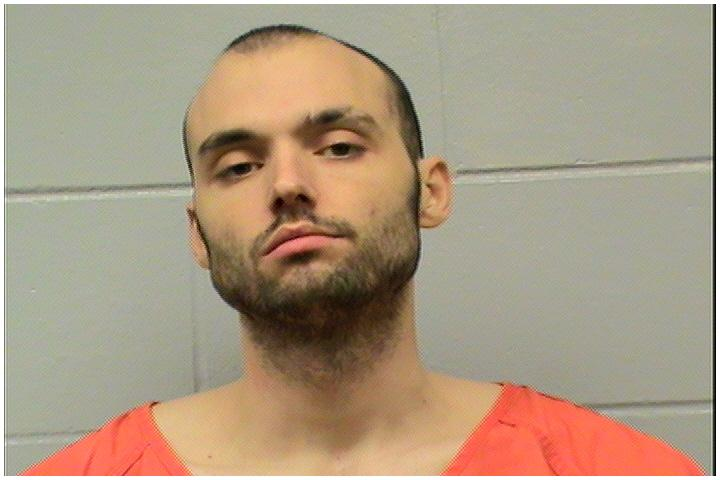
Eric Loomis em 2013

O caso Eric L. Loomis refere-se à prisão e condenação de Eric L. Loomis, na época 31 anos, pela polícia de La Crosse, no estado de Wisconsin em 11 de fevereiro de 2013. O caso ganhou repercussão na mídia porque o juiz que o condenou a 6 anos de prisão admitiu basear seu veredito, em parte, a um software de uma empresa privada.

## Descrição do crime
De acordo com a polícia de La Crosse em 11 de fevereiro de 2013, cerca de 2:17 da manhã, um carro disparou 2 tiros na rua Kane. A polícia foi contatada e recebeu a descrição do veículo suspeito, que depois foi descoberto ter sido roubado na cidade de La Crosse. Algum tempo depois a polícia identificou o veículo na estrada Winneshiek, que ao ser aproximado tentou fugir o que ocasionou em uma perseguição. A fuga do veículo terminou no fim da rua St. James, onde o carro bateu em um amontoado de neve. O motorista e passageiro ainda tentaram fugir a pé, mas foram aprendidos pela polícia. No veículo foi encontrado uma espingarda de calibre 12, dois cartuchos deflagrados e mais munição. 
Os suspeitos Eric L. Loomis e Michael Vang foram aprendidos. Loomis foi indiciado pelas acusações de direção perigosa(como cúmplice), fuga de um oficial da lei, condução de um veículo roubado(como cúmplice), possessão de arma de fogo para uso em crime (como cúmplice) e possessão de uma espingarda de cano curto(como cúmplice). 

## Julgamento
No julgamento em Agosto de 2013, Loomis se declarou culpado do crime de fugir de um oficial da lei e se manteve em silencio em relação ao crime de condução de veículo roubado. Ele foi condenado por ambas acusações e recebeu uma sentença de 6 anos, com uma possível liberação em 2019. Ao anunciar sua decisão, o juiz falou que não iria dar direito a liberdade condicional, por causa da seriedade do crime, do histórico criminal e por causa uma ferramenta de calculo de risco que foi utilizada, que sugeriu que Loomis tem um risco extremamente alto de voltar a cometer crimes. Eric L. Loomis já tinha várias passagens na polícia incluindo crimes como assédio sexual.

## Apelação
Em 5 de abril de 2016, às 9 horas e 45 minutos da manhã, a suprema corte de Wisconsin ouviu a apelação feita pelo advogado de defesa de Loomis, Michael D. Rosenberɡ. O argumento de Rosenberg se baseava que a ferramenta COMPAS (Correctional Offender Management Profiling for Alternative Sanctions) não deveria ser utilizada, em parte ou totalmente, no processo para determinar se um suspeito deveria ser condenado, ou não, e nem para determinar o tamanho da pena de um suspeito.
O advogado enfatiza que na leitura da pena de Loomis, o juiz falou explicitamente que utilizou essa ferramenta para decidir a duração da pena, ele também argumenta que a defesa pode refutar o que a acusação apresenta, caso haja um erro, ou a conclusão apresentada. O que não é o caso para uma ferramenta de calculo de risco, já que a defesa não tem acesso ao algoritmo que deu origem a pontuação de risco. O advogado alega que a presença de uma ferramenta de calculo de risco, como o COMPAS, no processo de julgamento pode acabar afetando a neutralidade do juiz, de modo que sua decisão seja inclinada a o que o relatório da ferramenta indica, o que pode acabar enganando o juiz.
Michael D. Rosenberg também fala que a ferramenta COMPAS utiliza poucos fatores para determinar o risco de reincidência criminal, além disso que o cálculo é feito comparando o suspeito ao grupo de estudo da Northpointe Inc., que segundo ele pode ter algum viés.
Por fim, a corte optou por negar a apelação de Eric Loomis, alegando que ele iria receber a mesma sentença sem que o COMPAS fosse utilizado, baseando-se somente no crime cometido e seu histórico criminal.

## COMPAS
COMPAS (Correctional Offender Management Profiling for Alternative Sanctions) é um algoritmo proprietário desenvolvido pela empresa Northpointe Inɕ. utilizado no sistema criminal de Wisconsin a partir de 2012 e em outros estados dos Estados Unidos para a análise de presos. Por ser proprietário, não se sabe exatamente como o algoritmo funciona e que peso cada um dos fatores têm no calculo do resultado final. A ferramenta e seu uso são elementos centrais para a relevância desse caso.  
O processo de captação de dados do infrator pode ocorrer de várias maneiras comoː na forma de um formulário que é preenchido pelo próprio infrator, na forma de uma entrevista guiada, na qual questões são feitas de forma verbal pelo entrevistador ou na forma de uma discussão guiada. No caso de Loomis foi realizada uma entrevista guiada. 
COMPAS gera um relatório que é separado em duas partes, riscos e necessidades. A parte de riscos apresenta uma pontuação de risco de reincidência do ofensor nos próximos 2 anos na forma de 3 gráficos de barra, numa escala de 1 a 10, que representam risco de reincidência pré-julgamento, risco de reincidência geral e risco de reincidência violenta. O relatório de Loomis mostrou que ele apresentava um risco alto de reincidência em todos os 3 gráficos. 
A parte de necessidades do relatório apresenta informações projetadas para ajudar no processo de reabilitação do infrator e em geral não é motivo de polêmica. 
O relatório é gerado utilizando Big Data, agrupando o infrator em questão à um grupo de infratores que têm características semelhantes, retirado da população de estudo utilizado pelo COMPAS e analisando o comportamento desse grupo. Uma das críticas apresentadas pela defesa de Loomis é que o cálculo de risco não é feito de uma maneira individualizada e que as populações usadas para o cálculo são diferentes dependendo do gênero e raça do infrator .  
Uma análise da eficácia do COMPAS revelou que infratores afro-americanos tinham 77% mais chance de serem classificados com um grande risco de reincidência do que infratores brancos. Além disso, a mesma análise mostrou que criminosos afro-americanos tem uma maior chance de serem classificados com um risco alto e não reincidirem e uma menor chance de serem classificados com um risco baixo e cometerem crimes novamente do que criminosos brancos. Esses resultados indicam uma discrepância no cálculo de risco de reincidência da ferramenta baseado na raça do réu e um possível viés algorítmico.  
Além de Wisconsin, o software COMPAS também é utilizado de alguma forma nos estados da Florida, Michigan, Novo México e Wyoming.  
COMPAS não é a única ferramenta para calcular o risco de reincidência em uso nos Estados Unidos. O estado de Indiana utiliza uma ferramenta parecida, chamada de "Indiana Risk Assessment System" ou IRAS. Ela também dá uma pontuação baseada nas respostas do infrator a perguntas que vão desde sua história criminal e abuso de substância até sua situação empregatícia. IRAS foi desenvolvida com base em outra ferramenta chamada de "Ohio Risk Assessment System". Também existe uma ferramenta canadense chamada de "Level of Service Inventory Revised" ou LSI-R que é utilizada em vários estados.  

## Repercussão
Esse caso teve visibilidade na mídia graças a forma que o algoritmo proprietário foi utilizado e levantou questões sobre responsabilização algorítmica na área jurídica e se tornou manchete do conceituado jornal The New York Times duas vezes .

## Casos Semelhantes
- Paul Zilly foi condenado por roubar um cortador de grama e algumas ferramentas. Em 15 de Fevereiro de 2013 durante seu julgamento no Condado de Barron, Wisconsin o promotor sugeriu um ano de prisão e acompanhamento após o cumprimento da pena e seu advogado concordou com a sugestão. Mas o juiz optou por desconsiderar o acordo entre a acusação e defesa após analisar o relatório gerado pelo COMPAS, nele dizia que Zilly tinha um risco alto de reincidência por crime violento e um risco médio de reincidência geral. Zilly foi condenado a 2 anos de prisão e 3 anos de supervisão [16]. Após a condenação de Zilly, em 14 de Novembro de 2013, um advogado da defensoria pública apelou contra a decisão do juiz e chamou o criador da empresa Northpointe, responsável pelo software COMPAS, para depor como testemunha. No seu depoimento Tim Brennan disse que não tinha projetado o software para uso em condenações. Após o depoimento de Brennan, o juiz voltou atrás na sua decisão e diminuiu a pena de Zilly de dois anos para um ano e meio argumentando que caso não tivesse visto os resultados da ferramenta COMPAS, esse seria seu veredito.

- Em 2010, no condado de Tippercanoe, Indiana, a defesa de Anthony Malenchick registrou uma apelação contestando o uso de uma ferramenta parecida com o COMPAS para a determinação da pena do réu [17]. Malenchick foi preso pelo crime de receptação e condenado a um total de 6 anos, sua defesa apelou a condenação argumentando que sua pena foi inapropriada e que o tribunal de primeira instância considerou como um agravante, de forma errônea, a pontuação de risco dada por uma ferramenta de avaliação de risco. A Corte das Apelações rejeitou as duas reivindicações, afirmando que a ferramenta não deve ser usada como substituto a forma que é determinada o tamanho da pena. Mas tal ferramenta baseada em evidências pode ser uma fonte significante de informação importante no auxílio da consideração judicial.

## Ver Também
- Discriminação Algorítmica
- Wisconsin
- Software Proprietário
- Enviesamento Amostral

## Ligações Externas
- Análise sobre uso de ferramentas de avaliação de risco e necessidades no sistema criminal de justiça dos Estados Unidos (em inglês)
- Questionário utilizado para a coleta de dados no COMPAS (em inglês)
- Site da empresa responsável pelo COMPAS (em inglês)
- Paper sobre a relação entre ferramentas de avaliação de risco e possível racismo (em inglês)
- Pesquisa sobre diferentes metodologias usadas em ferramentas de calculo de risco e suas eficácias (em inglês)
- Apresentação do COMPAS ao ser implementado no estado de Wisconsin em 2012 (em inglês)